# Station Central (MTR)
Station Central is een Hongkongs metrostation van de MTR. Het station bevindt zich in de gelijknamige wijk Central. Het in 1980 geopende station wordt bediend door twee metrolijnen: de Tsuen Wan Line en de Island Line. Ook is het mogelijk om naar station Hong Kong te gaan via een ondergrondse looptunnel. In dit laatste station is er aansluiting op de Airport Express en de Tung Chung Line.

## Geschiedenis
In het verleden heette dit station "Chater", omdat het onder de Chater Road loopt. De naam is veranderd door de komst van de Island Line. De twee perrons van die lijn loopt niet onder de Chater Road, maar onder de Des Voeux Road.

## In/Uitgangen[1]
- A: Connaught Road Central, Central Pier
- B: World-wide House, Hang Seng Bank Headquarters
- C: Li Yuen Street (East & West)
- D1: Pedder Street
- D2: Queens Road Central, Lan Kwai Fong
- E: Chastr House
- F: St George's Building, Mandarin Oriental Hotel
- G: The Landmark
- H: Alexander House
- J1: Court of Final Appeal
- J2: Chater Garden, Bank of China Tower, Peak Tram Station, Cheung Kong Center
- J3: AIA Central, Bank of America Tower
- K: Statue Square, HSBC Main Building, Standard Chartered Bank Building

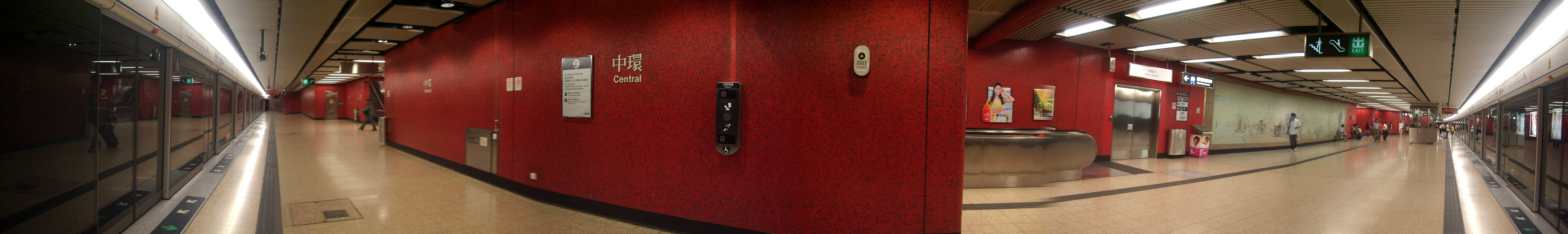
Perron 4 van station Central in panomara

- L: CCB Tower